# 德格卢尔
德格卢尔（Deglur），是印度马哈拉施特拉邦Nanded县的一个城镇。总人口48024（2001年）。

## 人口
该地2001年总人口48024人，其中男性24623人，女性23401人；0—6岁人口6948人，其中男3556人，女3392人；识字率64.16%，其中男性为73.04%，女性为54.82%。